# Lucio Compagnucci
Lucio Compagnucci (Buenos Aires, 23 febbraio 1996) è un calciatore argentino, centrocampista svincolato.

## Caratteristiche tecniche
È un mediano.

## Carriera

### Club
Ha giocato nella prima divisione argentina.

### Nazionale
Nel 2013 ha partecipato ai Mondiali Under-17.
Con la nazionale Under-20 argentina ha vinto il campionato sudamericano del 2013.

## Palmarès

### Nazionale
- Campionato sudamericano Under-20: 1

Uruguay 2015